# Il drago che ti adora
Il drago che ti adora è il terzo singolo estratto dall'album Quindi?, del cantautore romano Max Gazzè, pubblicato nel 2010 e realizzato insieme all'amico poeta Gimmi Santucci.

## Tracce
1. Il drago che ti adora – 4:06